# Selecció d'hoquei sobre patins masculina de l'Equador
La selecció d'hoquei sobre patins masculina de l'Equador és l'equip masculí que representa la Federació Equatoriana d'Hoquei i Patinatge en competicions internacionals d'hoquei sobre patins.